# Pula Herculanea
Pula Herculanea d.o.o. gradsko je komunalno poduzeće u Puli osnovano 1. siječnja 1994. Sasstoji se od četiriju djelatnosti, hortikulture, čistoće, kanalizacije i dimnjačarstva. Temeljni kapital društva je nešto manji od 69 milijuna kuna, a trenutačni direktor je Igor Stari.

## Povijest
Iako je poduzeće osnovano 1. siječnja 1994. godine, ono nastavlja tradiciju prijašnjih gradskih ustanova koje su se skrbile o komunalnim djelatnostima u gradu, prije svega gradske ustanove Čistoće koja je utemeljena 15. rujna 1947. godine. U gradu je i prije osnutka potonje ustanove postojala organizirana skrb za držanje reda i čistoće grada. Prvo gradsko poduzeće zaduženo za održavanje čistoće grada osnovano je 1. siječnja 1889. godine, a do tada su ovu službu obavljali privatnici.
Nakon Drugoga svjetskog rata prvo je utemeljena Čistoća (tal. Nettezza urbana), a ona pak 1953. godine prerasta u Uslugu, da bi već za godinu i pol ovo poduzeće bilo podijeljeno u tri nova, komunalno poduzeće Uslugu, poduzeće za lokalni saobraćaj putnika i samostalno komunalno poduzeće Put. Potonjem su u sljedećim godinama pridružene manje organizacije koje su zaokružile srodnost obavljanih usluga. Od 1962. godine ovo se poduzeće skrbi za putove, a od 1975. za niskogradnju i održavanje grada. Godine 1990. mijenja naziv u Komunalac da bi 1. siječnja 1994. konačno bilo preimenovano u ime današnjega trgovačkog društva.
Pula Herculanea nadležna je za čitavo područje bivše općine Pule, tj. današnje općine Medulin, Ližnjan, Marčanu, Barban, Svetvinčenat, Fažanu i grad Vodnjan.

## Vanjske poveznice
- Službene web stranice Pula Herculanee